# Центральне Командування Збройних сил США
Центра́льне Кома́ндування Збро́йних сил США (англ. United States Central Command) (USCENTCOM або CENTCOM) — вище об'єднання видів Збройних сил США, у складі Міністерства оборони США, яке відповідає за підготовку та ведення військових операцій США та підтримку військових контактів з військовими Близького Сходу та Центральної Азії. Було організоване 1 січня 1983 року і є одною з дев'яти подібних структур в складі міністерства оборони США. Штаб розташований на військово-повітряній базі ПС США Мак-Ділл (Тампа, Флорида).

## Роль та завдання Командування
Нині у віданні Центрального командування перебувають усі військові операції США в Іраку і Афганістані.
Після прийому повноважень Африканським Командуванням своєї зони відповідальності в Африці зона відповідальності Центрального командування поширюється на територію 20 країн (Афганістан, Бахрейн, Єгипет, Йорданія, Ірак, Іран, Ємен, Казахстан, Катар, Кувейт, Киргизстан, Ліван, ОАЕ, Оман, Пакистан, Саудівська Аравія, Сирія, Таджикистан, Туркменістан, Узбекистан), а також міжнародні води (Червоне море, Перська затока, північно-західна частина Індійського океану).

Зона відповідальності Об'єднаних Командувань Збройних сил США:

## Командування
| № з/п | Командувачі                            | Командувачі | Рід військ                 | Виконання обов'язків | Виконання обов'язків |
| ----- | -------------------------------------- | ----------- | -------------------------- | -------------------- | -------------------- |
| 1     | Генерал Роберт Кінгстон                |             | Армія США                  | 1 січня 1983         | 27 листопада 1985    |
| 2     | Генерал Джордж Крист                   |             | Корпус морської піхоти США | 27 листопада 1985    | 23 листопада 1988    |
| 3     | Генерал Норман Шварцкопф               |             | Армія США                  | 23 листопада 1988    | 9 серпня 1991        |
| 4     | Генерал Джозеф Хоар                    |             | Корпус морської піхоти США | 9 серпня 1991        | 5 серпня 1994        |
| 5     | Генерал Бінфорд Пей III                |             | Армія США                  | 5 серпня 1994        | 13 серпня 1997       |
| 6     | Генерал Ентоні Зінні                   |             | Корпус морської піхоти США | 13 серпня 1997       | 6 липня 2000         |
| 7     | Генерал Томмі Френкс                   |             | Армія США                  | 6 липня 2000         | 7 липня 2003         |
| 8     | Генерал Джон Філіп Абізаїд             |             | Армія США                  | 7 липня 2003         | 16 березня 2007      |
| 9     | Адмірал Вільям Феллон                  |             | ВМС США                    | 16 березня 2007      | 28 березня 2008      |
| —     | Генерал-лейтенант Мартін Демпсі (в.о.) |             | Армія США                  | 28 березня 2008      | 31 жовтня 2008       |
| 10    | Генерал Девід Петреус                  |             | Армія США                  | 31 жовтня 2008       | 30 червня 2010       |
| —     | Генерал-лейтенант Джон Р. Аллен (в.о.) |             | Корпус морської піхоти США | 30 червня 2010       | 11 серпня 2010       |
| 11    | Генерал Джеймс Меттіс                  |             | Корпус морської піхоти США | 11 серпня 2010       | 22 березня 2013      |
| 12    | Генерал Ллойд Остін                    |             | Армія США                  | 22 березня 2013      | 31 березня 2016      |
| 13    | Генерал Джозеф Вотел                   |             | Армія США                  | 31 березня 2016      | 28 березня 2019      |
| 14    | Генерал Кеннет Маккензі                |             | Корпус морської піхоти США | 28 березня 2019      | 1 квітня 2022        |
| 15    | Генерал Майкл Курілла                  |             | Армія США                  | 1 квітня 2022        | чинний               |